# Nathaniel Penistone Davis
Nathaniel Penistone Davis (* 1. Mai 1895 in Princeton, New Jersey; † 1973) war ein US-amerikanischer Diplomat und Botschafter der Vereinigten Staaten in Costa Rica sowie in Ungarn.

## Leben
Die Eltern von Nathaniel Penistone Davis waren Marguerite Scobie und John D. Davis. Er wurde im Ersten Weltkrieg eingesetzt und heiratete 1919 in Washington, D.C. Sarah Louise Collins. Von 1921 bis 1923 war er Vizekonsul in Berlin, von 1925 bis 1929 war er Vizekonsul in Pernambuco und von 1929 bis 1934 war er Vizekonsul in London. Von 1942 bis 1943 war er in japanischer Kriegsgefangenschaft in Manila und von 1946 bis 1947 war er Botschaftssekretär in Manila unter Paul McNutt.